# Бойовик (альбом)
Бойовик — 11-й студійний альбом українського панк-рок гурту Брем Стокер. Реліз альбому відбувся в 2015 році. В альбом увійшли, крім нових пісень гурту, кавери на їхні пісні із ранніх альбомів.

## Тематика альбому
Зі слів засновника гурту Олексія Казанцева:
|  | Гурт Брем Стокер присвячує вихід свого альбому, простій та звичайній людині. Манипуляції політиків, реклама та новини, постулати та канони, затуляють всім нам очі, щоб Ми бачили тільки те, що потрібно системі. Але Ми прості люди, з людськими цінностями. Махінатори та манипулятори будуть нам нав'язувати своє. Тому включаєм розум і живем в першу чергу своїми відчуттями, тим що приймає Твоє серце, навіть якщо це не відповідає цінностям зомбованого суспільства! |

В альбомі піднято тему війни на сході України, міжрасові проблеми, а також засилля ТВ і вплив його на підростаюче покоління.

## Перелік композицій
| #   | Назва                 | {{{extra_column}}}  | Тривалість |
| --- | --------------------- | ------------------- | ---------- |
| 1.  | «Рок (Інтро)»         |                     |            |
| 2.  | «Спанч-Боб»           |                     |            |
| 3.  | «Тролі»               |                     |            |
| 4.  | «Контроль»            |                     |            |
| 5.  | «Антихрист»           |                     |            |
| 6.  | «Ліза»                |                     |            |
| 7.  | «Робота»              |                     |            |
| 8.  | «Брудний мексиканець» |                     |            |
| 9.  | «Війна»               |                     |            |
| 10. | «Сама гарна»          | Механічний апельсин |            |
| 11. | «Шлягер»              | The Crabs           |            |
| 12. | «Інтернет»            | Колос (Фіолет)      |            |
| 13. | «Зомбі»               | REDEX               |            |
| 14. | «Работейшн»           | Patrick Jane        |            |
| 15. | «Злий собака»         | РовнА               |            |
| 16. | «Не плачу»            | Алєся Давидова      |            |
| 17. | «Каштан»              | Палестина           |            |
| 18. | «Буланова»            | Небраска            |            |